# Panchadewal Binayak
Panchadewal Binayak (en népalais : पञ्चदेवल विनायक) est une municipalité du Népal située dans le district d'Achham. Au recensement de 2011, elle comptait 27 485 habitants.
Elle regroupe les anciens comités de développement villageois de Kuika, Binayak, Layati, Toli, Pulletala, Warla et Kalekanda.